# Папирус Нэша

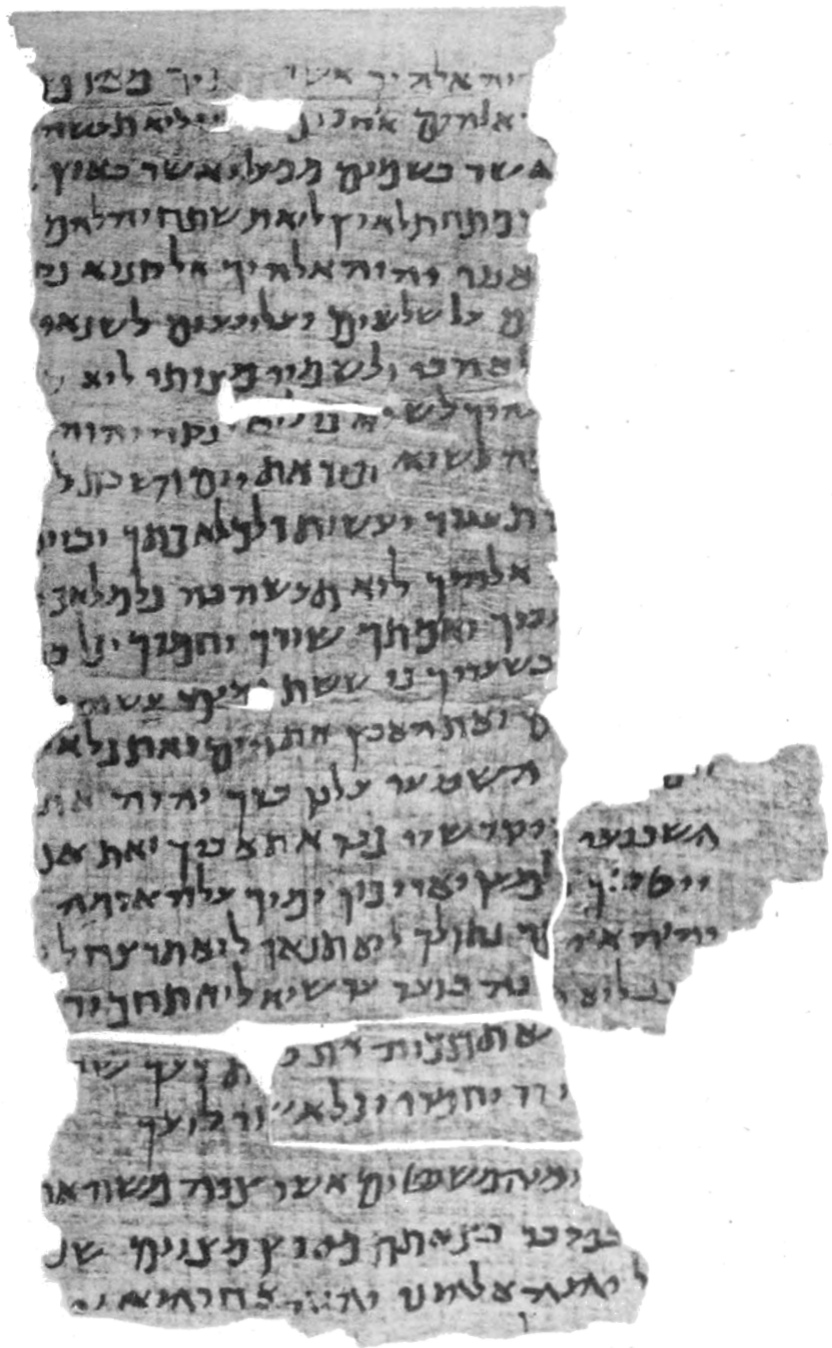
Папирус Нэша

Папирус Нэша состоит из четырёх фрагментов папируса, найденных в Египте в 1898 году Уолтэром Нэшем. Нэш сообщает, что данный документ был приобретён в Египте у местного торговца вместе с несколькими древними фрагментами Одиссеи. Позже папирус Нэша был передан в Библиотеку Кембриджского университета. Первое описание папируса опубликовал Стэнли Кук в 1903 году. Хотя Кук датировал папирус II веком н. э., более поздние исследования отодвинули дату фрагментов на 150—100 года до н. э. До открытия Свитков Мёртвого моря в 1947 году папирус Нэша был древнейшим еврейским манускриптом, известным научной общественности.

## Описание артефакта
Папирус содержит 24 строки. Строка 25 практически не сохранилась, как и последующий текст. Строки 1—21 содержат Десять заповедей. В строках 22—23 записан текст, который близок к стихам книги Левит 26:46 или Второзакония 4:45 масоретского текста Библии. С конца строки 23 и далее определённо читаем начало молитвы Шма Исраэль. Боковые края документа разрушены почти по всей высоте, кроме одного фрагмента. Этот фрагмент, а также знание исходных текстов, позволяет восстановить первоначальный вариант. В уцелевшей части манускрипта буквы видны достаточно отчётливо, за исключением нескольких мест. Самый сложный для прочтения момент находится в центре 20-й строки. Поверхность папируса здесь очень повреждена. С. Кук считает, что в данном месте написано слово תחמוד‎ (вт. л. ед. ч. муж. р. от глагола חָמַד‎ − желал, наслаждался, находил удовольствие). Однако Ф. Буркитт, основываясь на сохранившихся элементах слова, утверждает, что в тексте стоит תתאוה‎ (вт. л. ед. ч. муж. р. от глагола אָוָה‎ − желал, стремился, вожделел). Аналогичного мнения придерживаются составители издания Biblia Hebraica Stuttgartensia 1997 года. В любом случае, данное разночтение не меняет серьёзным образом смысла написанного.

## Транслитерация
В следующей таблице представлена построчная транслитерация папируса современным еврейским шрифтом и дословный перевод текста. Жирным шрифтом выделены буквы, которые различимы в документе. Остальной текст восстановлен по Масоретской традиции с учётом характерной орфографии данного манускрипта.
| Стр. | Текст на древнееврейском языке                 | Русский перевод                                                                                |
| ---- | ---------------------------------------------- | ---------------------------------------------------------------------------------------------- |
| 1    | אנכי יהוה אלהיך אשר הוצאתיך מארץ מצרים‎         | [Я — Й]ХВХ Бог твой, который [выве]л тебя из земли Е[гипетской.]                               |
| 2    | לוא יהיה לך אלהים אחרים על פני לוא תעשה לך פסל‎ | [Да не будет у ]тебя богов других [пред ли]цом Моим, не делай [себе изваяния]                  |
| 3    | וכל תמונה אשר בשמים ממעל ואשר בארץ מתחת‎        | [и всякого изображения,] которое на небе вверху, и которое на земле [внизу,]                   |
| 4    | ואשר במים מתחת לארץ לוא תשתחוה להם ולוא‎        | [и которое в вод]е ниже земли. Не поклоняйся им [и не]                                         |
| 5    | תעבדם כי אנכי יהוה אלהיך אל קנוא פקד עון‎       | [служи им, ибо] Я — ЙХВХ, Бог твой, Бог ревнитель посещаю[щий вину]                            |
| 6    | אבות על בנים על שלשים ועל רבעים לשנאי ועשה‎     | [отцов на сы]нах на третьих и на четвёртых, ненавидящих Меня[ и творящий]                      |
| 7    | חסד לאלפים לאהבי ולשמרי מצותי לוא תשא את‎       | [милость тысячам] любящим Меня и хранящим заповеди Мои. Не про[износи]                         |
| 8    | שם יהוה אלהיך לשוא כי לוא ינקה יהוה את אשר‎     | [имени ЙХВХ Б]ога твоего напрасно, ибо не оставит безнаказанным ЙХВХ [того, кто]               |
| 9    | ישא את שמה לשוא זכור את יום השבת לקדשו‎         | [произносит имя] Его напрасно. Помни день Субботний [освящая его.]                             |
| 10   | ששת ימים תעבוד ועשית כל מלאכתך וביום השביעי‎    | [Шесть дне]й работай и делай всякое дело своё, а в день [седьмой —]                            |
| 11   | שבת ליהוה אלהיך לוא תעשה בה כל מלאכה אתה‎       | [покой ради ЙХВХ] Бога твоего. Не делай в оный никакой работы [ты]                             |
| 12   | ובנך ובתך עבדך ואמתך שורך וחמרך וכל בהמתך‎      | [и сын твой и дочь твоя,] раб твой и рабыня твоя, вол твой и осёл твой и всякая ск[отина твоя] |
| 13   | וגרך אשר בשעריך כי ששת ימים עשה יהוה‎           | [и пришелец твой, который] в воротах твоих, ибо шесть дней делал Й[ХВХ]                        |
| 14   | את השמים ואת הארץ את הים ואת כל אשר בם‎         | [небе]са и землю, море и всё, [что в них]                                                      |
| 15   | וינח ביום השביעי עלכן ברך יהוה את יום‎          | и поко[ился в день] седьмой, потому благословил ЙХВХ [день]                                    |
| 16   | השביעי ויקדשיו כבד את אביך ואת אמך למען‎        | седьмой [и] освятил его. Почитай отца твоего и мать тво[ю, чтобы]                              |
| 17   | ייטב לך ולמען יאריחון ימיך על האדמה אשר‎        | хорошо было тебе, и чтобы продлились дни твои на земле [которую]                               |
| 18   | יהוה אלהיך נתן לך לוא תנאף לוא תרצח לוא‎        | ЙХВХ Бог твой даёт тебе. Не развратничай. Не совершай убийство. Н[е]                           |
| 19   | תגנב לוא תענה ברעך עד שוא לוא תחמוד את‎         | [кра]ди. Не про[и]зноси на ближнего твоего свидетельства напрасного. Не пожелай                |
| 20   | אשת רעך לוא תתאוה את בית רעך שדהו ועבדו‎        | [жены ближнего твоего. Н]е возж[е]лай д[о]м ближнего твоего, пол[е его и раба его]             |
| 21   | ואמתו ושורו וחמרו וכל אשר לרעך‎                 | [и рабыню его и вол]а его и осла его и всё, что у ближнего твоего.                             |
| 22   | ואלה החקים והמשפתים אשר צוה משה את בני‎         | [И вот зако]ны и постановления, которые заповедал Моше с[ынам]                                 |
| 23   | ישראל במדבר בצאתם מארץ מצרים שמע‎               | [Израиля] в пустыне при исходе их из земли Египта. Слуш[ай]                                    |
| 24   | ישראל יהוה אלהינו יהוה אחד הוא ואהבת‎           | [Израи]ль, ЙХВХ Бог наш ЙХВХ один есть. И воз[люби]                                            |
| 25   | את יהוה אלהיך בכל לבבך‎                         | [ЙХВХ Б]о[га твоего все]м [сердцем твоим]…                                                     |

## Особенности текста
Как известно, Пятикнижие содержит две версии текста десяти заповедей. Одна в книге Исход 20:1—17, вторая — во Второзаконии 5:6—21. Текст папируса в основном следует традиции Исхода, но в некоторых местах содержит элементы из версии Второзакония. Кроме того, манускрипт часто сходен с текстом Септуагинты, отличаясь от Масоретского текста. Исследователи считают[кто?], что данный документ был специально составленным литургическим текстом, который совмещает в себе обе традиции десяти заповедей, за которыми следует исповедание единства Бога —- «Шма Исраэль».
Первое, что отмечаем в папирусе, это отсутствие следующих слов, сказанных о Египте: מבית עבדים‎ — «из дома рабства». Данное выражение присутствует в обеих версиях заповедей в тексте Танаха, в Септуагинте тоже есть, но автор папируса их опускает. Хотя эта часть манускрипта не сохранилась, общая структура его текста не оставляет места для столь длинного отрывка. Исследователи[кто?] связывают это с местом происхождения папируса.
Отрицательная частица לוא‎ содержит букву вав (ו) в середине слова для облегчения чтения, что характерно для орфографии конца эпохи Второго Храма. Аналогичное написание данного слова видим, например, в Большом свитке Исайи (1Q Isa) из Кумранской библиотеки. По Масоретской традиции буква вав в данном слове пишется обычно лишь при наличии вопросительной частицы הֲ‎ или слитного предлога בְּ‎.
В заповеди 2, строка 5, Бог назван אֵל קַנּוֹא‎. Такой вариант встречаем в Еврейской Библии лишь однажды в Книге Иисуса Навина 24:19, но на смысл текста это особого влияния не оказывает.
Строка 9 содержит слово «имя Его» в форме שמה‎, тогда как в Пятикнижии это слово пишется традиционно שמו‎ с буквой вав на конце вместо буквы hэ.
Заповедь 4 в той же строке 9 начинается глаголом «Помни» согласно традиции Исхода, тогда как во Второзаконии написано «Храни».
В строке 10 сказано «а в день седьмой». В Еврейской Библии это выражение не содержит предлога в обеих версиях. В Септуагинте слова «день седьмой» стоят в дательном падеже, что подразумевает «в день седьмой».
Строка 11 добавляет слово בה‎ — «в оный», то есть в день субботний. Масоретский текст этой вставки не имеет, но в Септуагинте читаем здесь εν αυτη, причём в обеих версиях заповедей.
Слово בה‎, как и в случае со словом «имя Его» выше, записывает притяжательный суффикс 3л. ед.ч. муж.р. с помощью буквы hэ, а не вав, как это делается во всех остальных местах папируса. Это может быть признаком более древней орфографии. С другой стороны, בה‎ может относиться к слову шаббат, которое часто выступает как существительное женского рода.
Строка 12 к списку тех, кому запрещено работать в субботу, добавляет вола и осла, согласно версии заповедей из Второзакония. Но и здесь отсутствует текст, продолжение заповеди из Второзакония, где говорится, «рабом ты был в земле Египетской» и т. п. Вместо этого причиной соблюдения субботы ставится текст Исхода, где говорится о сотворении неба и земли.
В строке 15 слово עלכן‎ (ивр. потому) пишется слитно, хотя в Масоретском тексте оно ещё состоит из двух слов, соединённых чёрточкой- макафом.
В строке 16 вместо «день субботний» написано «день седьмой». Это опять же соответствует тексту Септуагинты.
Строка 17 к версии Исхода добавляет фразу «чтобы хорошо тебе было», присутствующую в тексте Второзакония. Фактически и здесь текст папируса дословно следует Септуагинте в книге Исход, где написано ινα ευ σοι γενηται.
Изменение порядка заповедей встречаем в строке 18. Обе версии заповедей из масоретского Пятикнижия следуют порядку «не убивай, не прелюбодействуй, не кради», но Папирус говорит «не прелюбодействуй, не убивай, не кради». В Септуагинте три короткие заповеди даны в следующем порядке: не прелюбодействуй, не кради, не убивай. Иисус в Новом завете цитирует эти заповеди в следующем порядке: не прелюбодействуй, не убивай, не кради, то есть как раз следует порядку из Папируса (Евангелие от Марка 10:19; от Луки 18:20, Послание Римлянам 13:9, Послание Иакова 2:11). В Евангелии от Матфея 19:18 видим соответствие Масоретскому тексту.
О девятой заповеди в манускрпите сказано «не произноси свидетельства напрасного», что соответствует Второзаконию. Заповедь Исхода запрещает «свидетельство ложное».
Десятая заповедь почти дословно воспроизводит версию Второзакония.
Согласно Масоретскому тексту, стих Второзаконие 6:4 начинается словами «Слушай, Израиль». Папирус Нэша в строке 22 содержит слова, которых нет у Масоретов, но эти слова в точности соответствуют стиху 4 в Септуагинте. И далее еврейский текст манускрипта полностью соответствует тексту Септуагинты.
В строке 24 сохранилась примечательная деталь. В конце стиха 4 стоит еврейское слово הוא‎, которое в данном случае служит как глагол-связка, который в греческом тексте Септуагинты выражается глаголом εστιν. В Масоретском тексте слово הוא‎ отсутствует. Оно не является обязательным в предложении, но манускрипт даже в традиции Шма соответствует греческому тексту Септуагинты и Нового завета (Евангелие от Марка 12:29).
Эммануил Тов в своём замечательном труде «Текстология Ветхого Завета», обсуждая Папирус Нэша, говорит следующее:
«Очевидно, что данный составной текст отражает скорее литургическую, чем библейскую традицию (ср. его содержимое с тфилин и мезузот, найденными в Кумране), поэтому его ценность для текстологии ограничена.» На страницах 118 и 119 он сообщает о параллелях с некоторыми кумранскими текстами (4QDeutn, 4QMez A, 4QPhyl G, 8QPhyl) и указывает, что их отличие от Масоретского текста объясняется тем, что тфилин и мезузот не требовалось копировать из письменного источника, то есть их зачастую воспроизводили по памяти.
Ф. Буркитт в своей работе сообщает следующее: «Нам известно из обоих Талмудов, что в древности был обычай читать 10 заповедей перед Шма, который позже отменили из-за притязаний христиан». Он ссылается на Иерусалимский Талмуд — Берахот 1:8(4) и Вавилонский Талмуд — Берахот 12а. Этим объясняется состав текста в папирусе. Он предполагает, что папирус принадлежал набожному еврею, жившему в Египте, который использовал данный документ в своём ежедневном поклонении Богу. Жил владелец манускрипта явно до того, как упомянутая выше традиция была отменена. Учитывая то, что текст папируса весьма близок текстуальной традиции Септуагинты, Буркитт делает вывод, что манускрипт основывается на еврейском свитке, который был известен в Египте во втором веке до н. э., и с которого был сделан дошедший до нас греческий перевод, названный Септуагинта.